# Ritratto d'uomo con elmo
Il Ritratto d'uomo con elmo è un dipinto a olio su tavola (86x72 cm) di Rosso Fiorentino, databile al 1520 circa e conservato nella Walker Art Gallery di Liverpool. È firmato "Rubeus faciebat" sul bordo del bracciolo.

## Storia e descrizione
Il ritratto presenta analogie col Ritratto di giovane, per il taglio simile della figura e la forte caratterizzazione individuale. L'uomo è ritratto a mezza figura, seduto, su uno sfondo bruno uniforme, mentre poggia una mano sul bracciolo e con l'altra regge un elmo lucido. I capelli sono lunghi e ricadono morbidamente a caschetto sulle spalle. Indossa un'ampia veste nera, dello stesso colore del cappello, mentre la camicia bianca dal bordo pieghettato sporge dal collo.
L'iconografia farebbe pensare a un militare in abiti civili, ritratto nel terzo decennio del Cinquecento quando il Rosso era a Firenze, a giudicare dall'assenza dell'origine nella firma ("Florentinus"), presente invece in altre opere, eseguite verosimilmente durante i suoi viaggi.
Tra le varie ipotesi di identificazione c'è anche quella che rappresenti il conte dell'Anguillara, presso il quale il Rosso fu probabilmente ospite nell'estate del 1524.